# Makedonci v Srbiji
Makedonci v Srbiji, so ustavno priznana narodna manjšina. Za Makedonce se je leta 2002 opredelilo 25.847 ljudi, medtem ko makedonske organizacije v Srbiji navajajo 45.000 ljudi. Večina jih živi v Vojvodini.

## Naseljenost
Makedonci so v večini priseljenci na območju Srbije, kot avtohtona manjšina pa se nahajajo v območju Gora. Prva priseljevanja so se začela že po balkanskih vojnah. Kasnejša večja priseljevanja pa so se odvijala po drugi svetovni vojni, zaradi boljših ekonomskih pogojev. Največje število priseljencev se je naselilo na območju vojvodinskih mest in glavnem mestu tedanje Jugoslavije, Beogradu. V popisu prebivalstva iz leta 2002 se je 25.847 ljudi opredelilo za Makedonce v osrednji Srbiji in 11.785 ljudi v Vojvodini. Leta 2002 sta Srbija in Makedonija podpisala sporazum o zaščiti manjšin.
Makedonci sestavljajo značajno manjšino v občinah Plandište, Jabuka, Glogonj, Dužine in Kacarevo. Na teh območjih tvorijo 25 odstotkov prebivalstva.

## Veroizpoved
Večji del Makedoncev v Srbiji so krščani parvoslavne veroizpovedi, manjši del ki se nahaja v Gori pa pripada islamski veroizpovedi. Makedonska Pravoslavna Cerkev ni prisotna na ozemlju Srbije, saj je v sporu z Srbsko Pravoslavno cerkvijo. Pravoslni verniki zato opravljajo obrede v Srbskih cerkvah.

## Mediji in izobraževanje
Makedonci imajo svojo mesečno tiskano politično revijo Makedonska Videlina, ki jo izdaja Makedonski informativni center v Pančevu. Na voljo je omejen televizijski program v makedonščini na programih TV Novi Sad in TV Pančevo, pravtako pa so dosegljive nekatere televizije ki odajajo v Makedoniji. Makedonščina ni uradno uporabljen jezik v Srbiji, Makedonski narodni svet za manjšine pa ga poskuša uveljaviti v občinah Pančevo in Jabuka.
Makedonci trenutno nimajo šolanja v maternem jeziku, organizacije pa poskušajo predstaviti program izobraževanja makedonščine v šolah, kjer obstaja močna manjšina.

## Kulturna in politična društva
V Srbiji delujejo tri makedonska društva. V Beogradu je sedež društva Makedonsko - Srbsko prijateljstvo - Šar planina, v Zrenjaninu ima sedež Občinsko društvo Makedonsko-Srbskega prijateljstva ,ki skrbi za vprašanja povezana z narodnostnimi, kulturnimi in ekonomskimi zadevami v Srbiji. Leta 2005 so Makedonci v Srbiji ustanovili Narodni manjšinski zbor, ki predstavlja korak k samozaščiti njihovih interesov. Predsednik društva je Jovo Radevski. 
Makedonci imajo tudi politično stranko, Demokratična stranka Makedoncev, ki ima sedež v Novem Sadu.